# Marvin Hart
Marvin Hart, Fightin' Kentuckian (ur. 16 września 1876 w Fern Creek stan Kentucky, zm. 17 września 1931 tamże) – amerykański zawodowy pięściarz, mistrz świata w kategorii ciężkiej.

## Życiorys
Był mistrzem świata w okresie od 3 lipca 1905, kiedy znokautował w 12. rundzie Jacka Roota, do 23 lutego 1906, gdy przegrał na punkty w 20 rundowej walce i stracił tytuł na rzecz Tommy’ego Burnsa.

## Statystyki
Stoczył na zawodowym ringu 47 pojedynków, z których 29 zakończyło się jego zwycięstwem (w tym 21 przed czasem jako rezultat KO), 7 przegrał (4 przez KO), a 4 zakończyło się remisem. Łącznie na ringu przebywał przez 354 rundy.